# Bolek (libraire de rue)
Pour l’article homonyme, voir Bolek.
Boleslas Zwolak, dit Bolek, né le 19 février 1945 à Bruay-en-Artois (Pas-de-Calais) et mort le 23 septembre 2023 à Paris, est un « libraire de rue », qui vend des livres sur la voie publique. Son kiosque est aujourd'hui situé Place Franz-Liszt, dans le 10e arrondissement de Paris. Bolek est également peintre.
Avec la collaboration du journaliste Laurent Boscq, il raconte l'histoire de sa vie dans le livre Je voulais pas crever. Petit manuel de résistance urbaine, paru en 2009.

## Histoire de Bolek

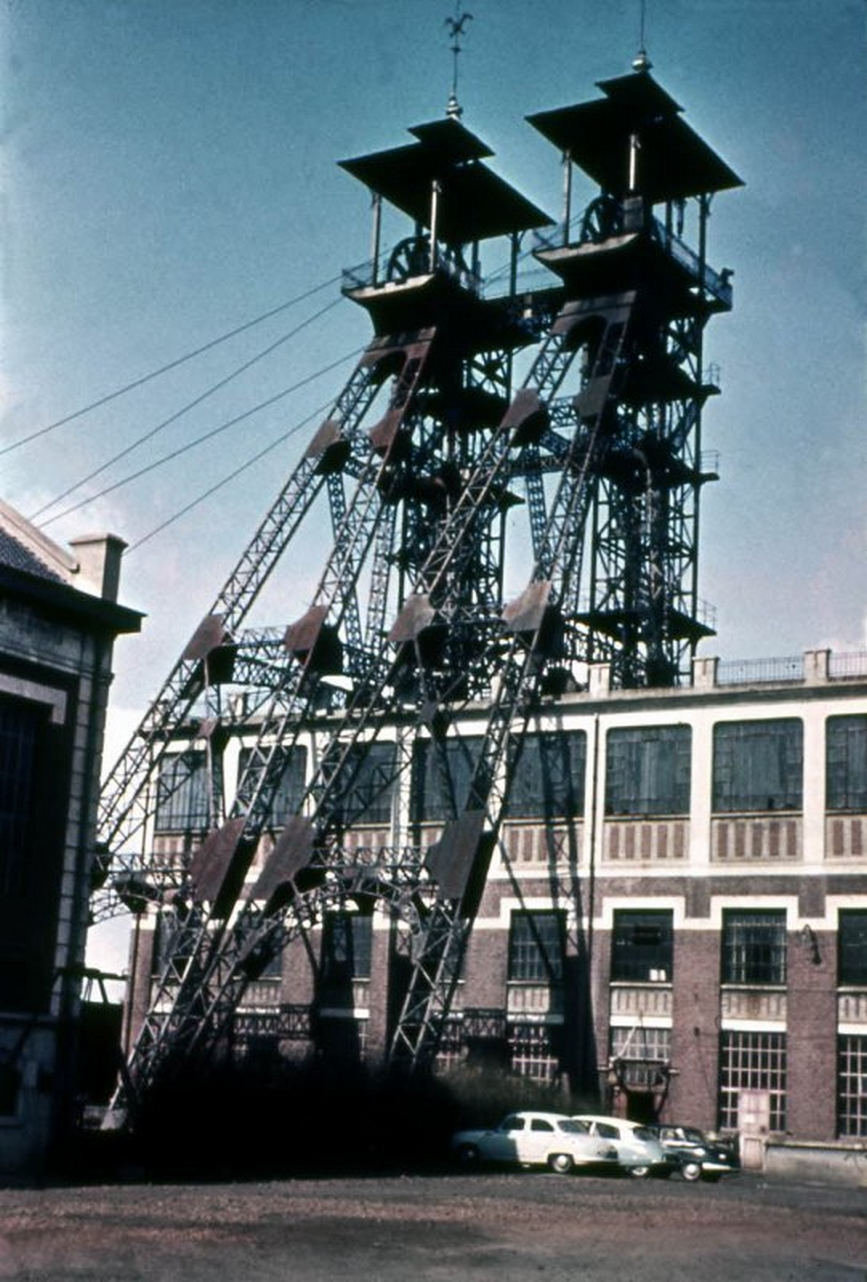
Bassin minier du Nord-Pas-de-Calais, Fosse n° 7 - 7 bis des mines de Lens, vers 1960 ou 1970.

Bolek, qui est aussi peintre, raconte l'histoire de sa vie avec la collaboration du journaliste Laurent Boscq dans un livre intitulé Je voulais pas crever. Petit manuel de résistance urbaine, paru en 2009 chez Albin Michel. 
Boleslak Zwolak, dit Bolek, est un descendant d'immigrés polonais né en 1945, à Bruay-en-Artois. Professionnellement, il a d'abord « fait ses débuts sous terre, dans les mines du Nord », avant de devenir « camelot de la culture » à Paris où il s'est échappé.

Les Halles de Paris.

Il est d'abord « fort des Halles, jusqu'à l'épuisement, jusqu'à finir à l'hôpital psychiatrique », quitte alors Paris pour Marseille, mais il revient bientôt et développe un petit commerce. En 1969, les Halles de Paris déménagent à Rungis ; Bolek abandonne Paris et son « trou béant à la place du cœur ». Il part sur les routes en Périgord, trouve après 68 quelques compagnons bourgeois en mal d'aventures et de liberté. Mais l'hiver vient, Bolek revient à Paris.
Il va devenir kiosquier à Richelieu-Drouot. Lorsque le marchand de journaux, avec lequel il s'est lié d'amitié, prend sa retraite, raconte Gerd Kröncke, Bolek reprend son kiosque qu'il occupe durant plusieurs années. Être marchand de journaux, c'est pour lui « la grande liberté ». Jusqu'à ce que son kiosque ne soit plus rentable, jusqu'à ce qu'il ne soit plus livré par les grossistes. Depuis, écrit le journaliste de la Süddeutsche Zeitung, « il ne vend plus encore que des livres ».

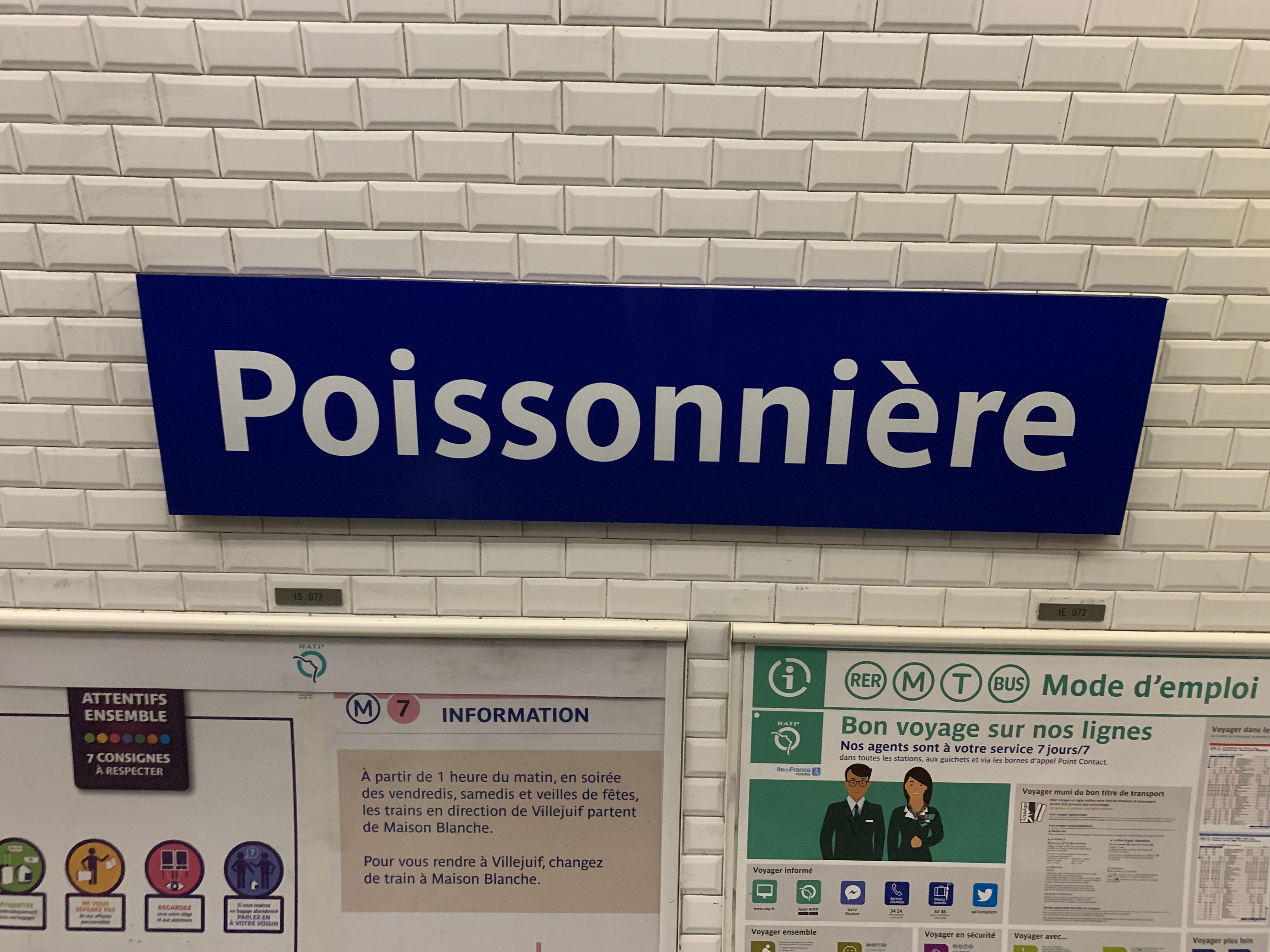
Métro Poissonnière.

Il s'installe dans un autre kiosque, gare de l'Est, puis à la sortie du métro Poissonnière. En novembre 2005, au métro Poissonnière, « un bus de ramassage scolaire enfonce le kiosque à journaux qu'occupe Boleslas Zwolak » dit Bolek, où celui-ci, depuis déjà quelques années, vend des livres de manière illégale « dans sa minuscule tour verte »: la tour, « indûment occupée », est jugée dangereuse par la municipalité en raison du risque qu'elle présente en menaçant de « s'épancher dans la bouche de métro ». C'est le moment où débute la résistance de Bolek qui lance une pétition avec succès en soutenant que son activité a une utilité publique ainsi qu'un « rôle éducatif pour la jeunesse du quartier ». Fort d'un soutien populaire énorme, Bolek parvient en 2007 à obtenir de la mairie de Paris la gestion d'un kiosque à journaux qu'il occupe désormais en toute légalité.
Également peintre, inspiré par les impressionnistes — il est allé marcher sur les traces de Vincent Van Gogh à Auvers-sur-Oise — une exposition de ses toiles lui est consacrée à la mairie du IXe arrondissement de Paris en janvier 2009, quand va paraître aussi, la même année, le livre écrit avec Laurent Boscq après six mois de travail d'écriture du journaliste qui aura mené auparavant plusieurs entretiens avec lui et ceux qui l'ont accompagné et soutenu, afin de « mieux comprendre cette trajectoire mouvementée » de Bolek.

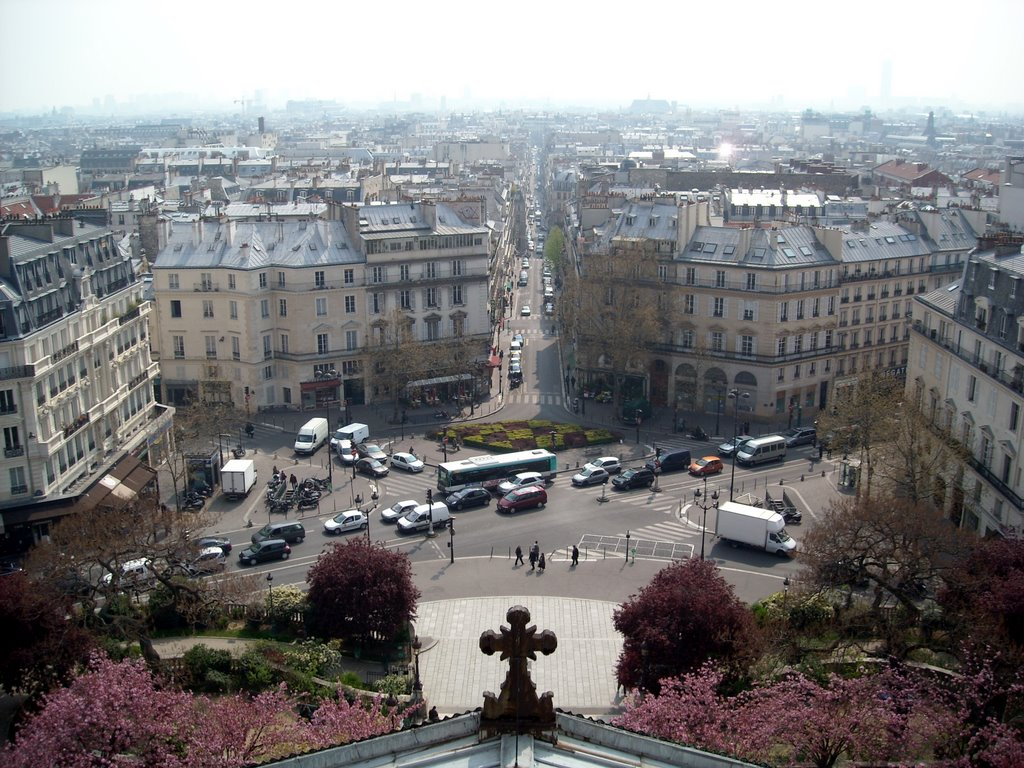
Place Franz-Liszt.

Le kiosque de Bolek est aujourd'hui situé Place Franz-Liszt, dans le 10e arrondissement de Paris,.

Boleslak Zwolak, dit Bolek, est mort le 23 septembre 2023 à Paris. Un feuillet a été accroché à son kiosque, Place Franz-Liszt, avec le message suivant : 

« Salut à tous!!! J’ai rejoint cette nuit le paradis des camelots et vous souhaite une bonne route à vous autres qui restez sur terre. Ici la maison est sérieuse. Signé Bolek »

Fin mars 2025 une partie de ses livres est redistribuée sur la Place Franz-Liszt par des bénévoles, la mairie souhaitant une nouvelle utilisation de ce kiosque.